# Asperula sintenisii
Asperula sintenisii är en måreväxtart som beskrevs av Paul Friedrich August Ascherson och Joseph Friedrich Nicolaus Bornmüller. Asperula sintenisii ingår i släktet färgmåror, och familjen måreväxter. Inga underarter finns listade i Catalogue of Life.